# Зірка (оповідання)
«Зірка» (англ. The Star) — оповідання англійського письменника Герберта Веллса. Видане у 1897 році.

## Сюжет
В січні 1900 року астрономи помічають дивний об'єкт, який дуже яскраво світиться. Спочатку цій події ніхто не надавав значення, але потім все ж таки у ЗМІ написали, що мандрівна зоря прямує до Сонця та може зіткнутися з Землею. Багатьох людей це стурбувало, але не надовго. Один математик застерігає, що обидві зорі мають гравітаційне тяжіння, і повільно затягають Землю до центру Сонячної системи.
Під впливом зорі змінюється земний клімат, зростає температура, активізуються вулкани. Її тяжіння створює величезну припливну хвилю. Планету огортають хмари, починаються повсюдні грози. Коли хмари розсіюються, виявляється, що зоря полетіла далі. Але Земля опинилася на іншій орбіті, ближче до Сонця, що зумовлює танення полярних шапок. Місяць натомість віддалився.
Автор у підсумку пише, що ці події зумовили кардинальну перебудову людського суспільства, але масштаби катастрофи повинні передусім слугувати нагадуванням, що проблеми, котрі здаються великими, мізерні в масштабах космосу.